# Biblioteca Polaca Ignacio Domeyko
Die  Biblioteca Polaca Ignacio Domeyko (dt.: Polnische Bibliothek Ignacio Domeyko) ist die größte polnische Bibliothek in Südamerika. Sie wurde 1960 in der argentinischen Hauptstadt Buenos Aires, im Stadtteil Palermo gegründet und nach dem polnischen Geologen und Mineralogen Ignacy Domeyko benannt. Die Einrichtung der Bibliothek ging von der Unión de los Polacos en la República Argentina (dt.: Polnische Union in der Republik Argentinien) aus.